# Сулимский, Владислав Олегович
Сулимский Владислав Олегович (бел. Сулімскі Ўладзіслаў Алегавіч, 3 октября 1976, Молодечно, Минская область Минская область, СССР) — белорусский оперный певец (баритон). С 2004 года — солист Мариинского театра.

## Биография
Владислав Сулимский родился в городе Молодечно (Беларусь), музыкальное образование получил в Молодечненском государственном музыкальном училище им. М. К. Огинского, где обучался по классу скрипки, однако был отчислен за неуспеваемость. После этого Владислав Сулимский был приглашен на прослушивание, где и был замечен его голос. После музыкального училища обучался в Санкт-Петербургской консерватории. В 2000—2004 годах был солистом Академии молодых певцов Мариинского театра. С 2004 года — солист Мариинского театра.
С октября 2004 года учился в Милане у профессора Р. Метре. Участвовал в мастер-классах Елены Образцовой, Дмитрия Хворостовского, Владимира Атлантова, Дениса О’Нила, Ренаты Скотто.

## Репертуар

### Репертуар вМариинском театре
Евгений Онегин («Евгений Онегин»)
Дюнуа («Орлеанская дева», концертное исполнение)
Князь Курлятев («Чародейка»)
Мазепа («Мазепа»)
Томский, Елецкий («Пиковая дама»)
Роберт, Эбн-Хакиа («Иоланта»)
Шакловитый, Пастор («Хованщина»)
Грязной («Царская невеста»)
Голова («Ночь перед Рождеством»)
Царевич Афрон («Золотой петушок»)
Герцог («Скупой рыцарь»)
Панталон («Любовь к трем апельсинам»)
Дон Фердинанд, Отец Шартрез («Обручение в монастыре»)
Ковалев («Нос»)
Чичиков («Мертвые души»)
Алеша («Братья Карамазовы»)
Ричард Форт («Пуритане»)
Белькоре («Любовный напиток»)
Генри Эштон («Лючия ди Ламмермур»)
Эцио («Аттила»)
Макбет («Макбет»)
Риголетто («Риголетто»)
Жорж Жермон («Травиата»)
Граф ди Луна («Трубадур»)
Монфор («Сицилийская вечерня»)
Ренато («Бал-маскарад»)
Дон Карлос («Сила судьбы»)
Валентин («Фауст»)
Родриго ди Поза («Дон Карлос»)
Амонасро («Аида»)
Симон Бокканегра («Симон Бокканегра»)
Яго («Отелло»)
Тонио, Сильвио («Паяцы»)
Барон Скарпиа («Тоска»)
Шарплес, Ямадори («Мадам Баттерфлай»)
Джанни Скикки («Джанни Скикки»)
Хореб («Троянцы»)
Альберих («Золото Рейна»)
Участвует в концертном исполнении кантаты «Кармина Бурана» Орфа, «Немецкого реквиема» Брамса и Восьмой симфонии Малера.
Также в репертуаре: Андрей Болконский («Война и мир»), Миллер («Луиза Миллер»), Форд («Фальстаф»), вокальный цикл «Песни и пляски смерти» Мусоргского.

### Репертуар вБольшом театре
Онегин (««Евгений Онегин» П. Чайковского)
Князь Курлятев («Чародейка» П. Чайковского)
Маркиз ди Поза («Дон Карлос» Дж. Верди)
Ренато («Бал-маскарад» Дж. Верди)
Томский / Златогор («Пиковая дама» П. Чайковского)
Мазепа («Мазепа» П. Чайковского)
Эбн-Хакиа («Иоланта» П. Чайковского)
Грязной («Царская невеста» Н. Римского-Корсакова)
Жорж Жермон («Травиата» Дж. Верди)
Мишонне («Адриана Лекуврёр» Ф. Чилеа)
Игорь Святославович («Князь Игорь» А. Бородина)
Шакловитый («Хованщина» М. Мусоргского)
Риголетто («Риголетто» Дж. Верди)

## Награды
- 2001 — дипломант международного конкурса им. С. Монюшко, Варшава
- 2002 — лауреат I премии международного конкурса им. Н. А. Римского-Корсакова, Санкт-Петербург
- 2002 – специальный приз имени Владимира Атлантова «За артистизм»
- 2003 — лауреат Гран-при международного конкурса им. П. Г. Лисициана, Владикавказ
- 2006 — лауреат II премии международного конкурса Елены Образцовой, Москва
- 2010 — лауреат I премии международного конкурса им. Дж. Лаури-Вольпи, Рим
- 2018 — лауреат премии Casta Diva Новая опера, Москва
- 2025 — Премия «Фигаро»[1]